# Cetatea dacică de la Căpâlna
Cetatea dacică de la Căpâlna este o fortificație dacică situată pe teritoriul României.
Așezată la circa 19 km sud de orașul Sebeș, pe Valea Sebeșului, cetatea Căpâlna apară flancul estic al Sarmizegetusei, aflată la circa 40 km vest.
Cetatea dacică se află la circa 2 km sud de satul Căpâlna, al comunei Săsciori, pe un deal de 610 m înălțime față de nivelul mării, numit Dealul Cetății, poziționat pe malul stâng al râului Sebeș, între valea Gărgălăului și pârâul Râpii. Pantele dealului sunt abrupte. Drumul antic urcă pe panta dinspre pârâul Râpii, cotind apoi spre cetate.

## Prime menționări
Istoricul Gábor Téglás a menționat-o în articolul A történelemelőtti Dáciáról (Despre Dacia preistorică) în 1892 apoi Halavátsy Gyula o descrie în 1906 în note de călătorie. 
Urmează campanii arheologice în 1939, 1942 și 1954  sub conducerea lui Mihail Macrea și Ion Berciu, apoi în 1965-1967, 1982-1983  coordonate de Hadrian Daicoviciu.  p.14-15

## Materiale arheologice descoperite
Vase ceramice pentru gătit lucrate manual și la roată, vase pictate de inspirație străină sau de import,  calapoade din lut, de forma literei „T”, folosite la modelarea vaselor, fusaiole întrebuințate la torsul lânii, precum și „jetoane” confecționate din pereții vaselor, utilizate probabil pentru diferite jocuri, specifice mediului militar, de cazarmă.
Obiectele din fier descoperite sunt de natură civilă și militară: unelte de făurărie: ciocane, clești, dălți, tâmplărie :topoare, bărzi sau agricole: brăzdar de plug, sape, seceri; cuie, ținte, scoabe, obiecte de întrebuințare curentă : vase, strecurători, cuțite, piese de harnașament; arme :pumnale, vârfuri de sulițe și săgeți. s-au găsit piese de îmbrăcăminte,  podoabele realizate din fier, bronz și argint, verigi, catarame, brățări, inele, fibule,  doi cercei și un colan cu pandantive din aur. 
Monede romane din argint s-au găsit în interiorul și în preajma turnului-locuință, în număr de 29. (p.61-122)

## Imagini

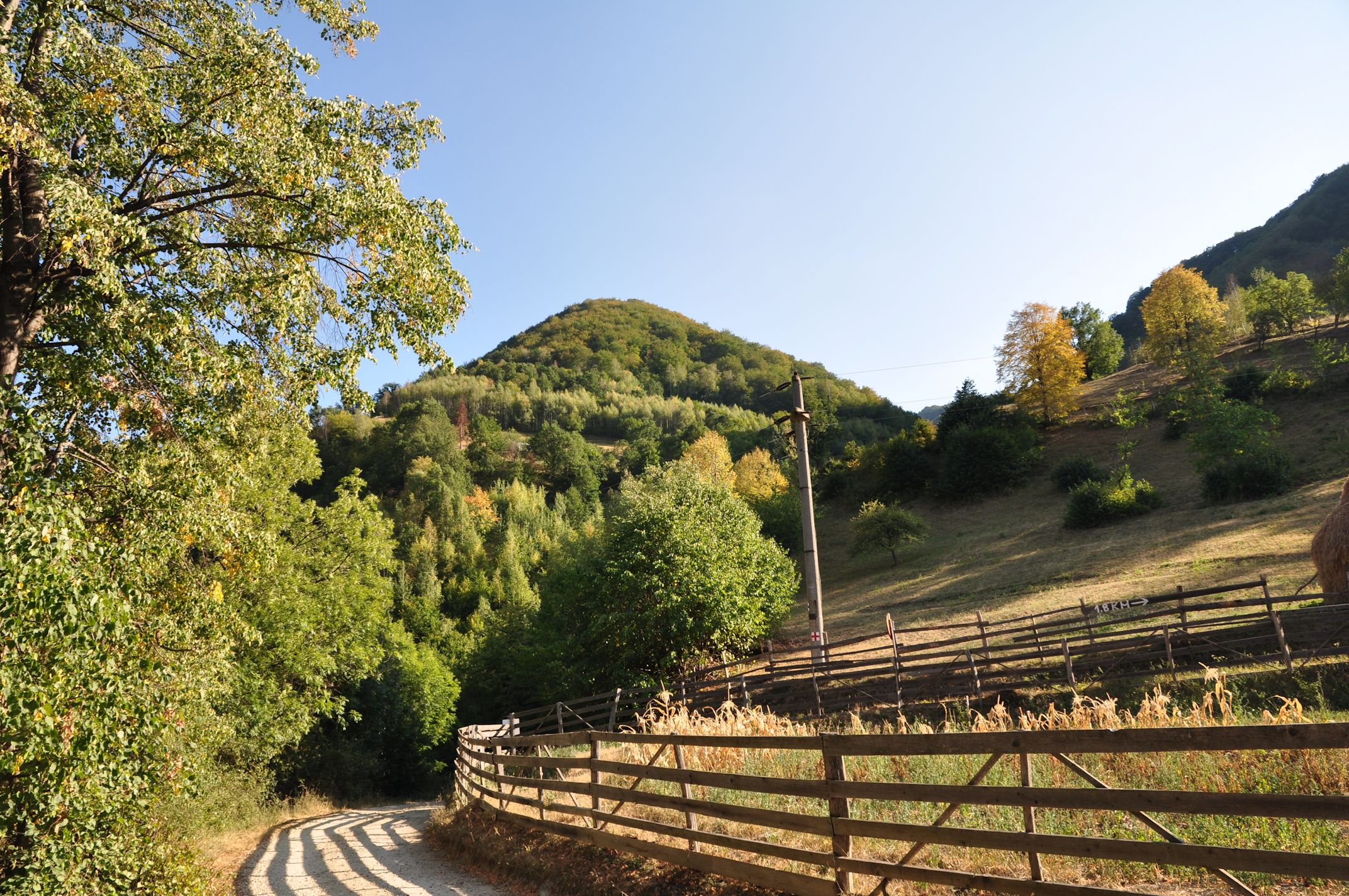
View from the base, near the river
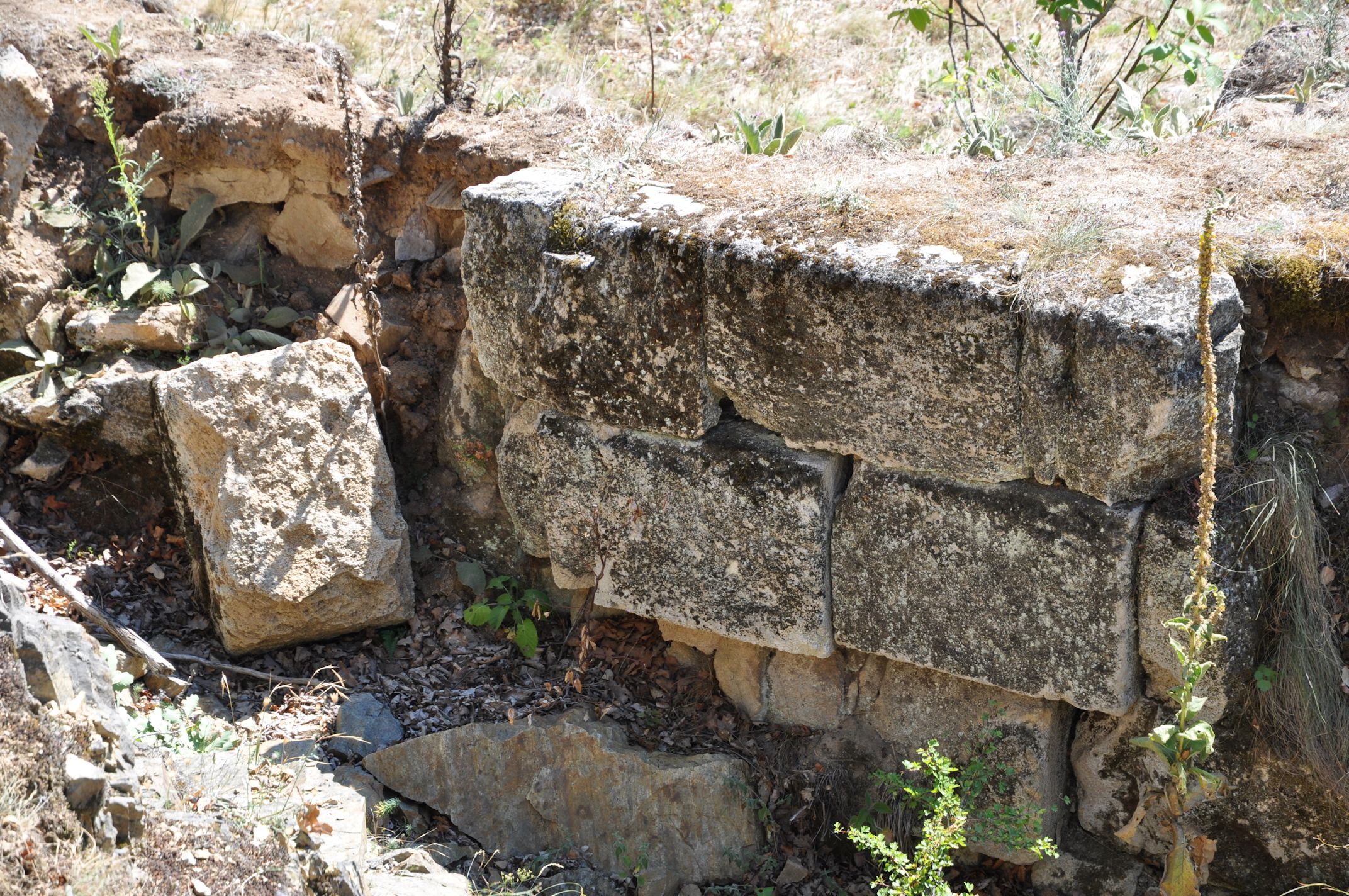
Stone block of dwelling tower
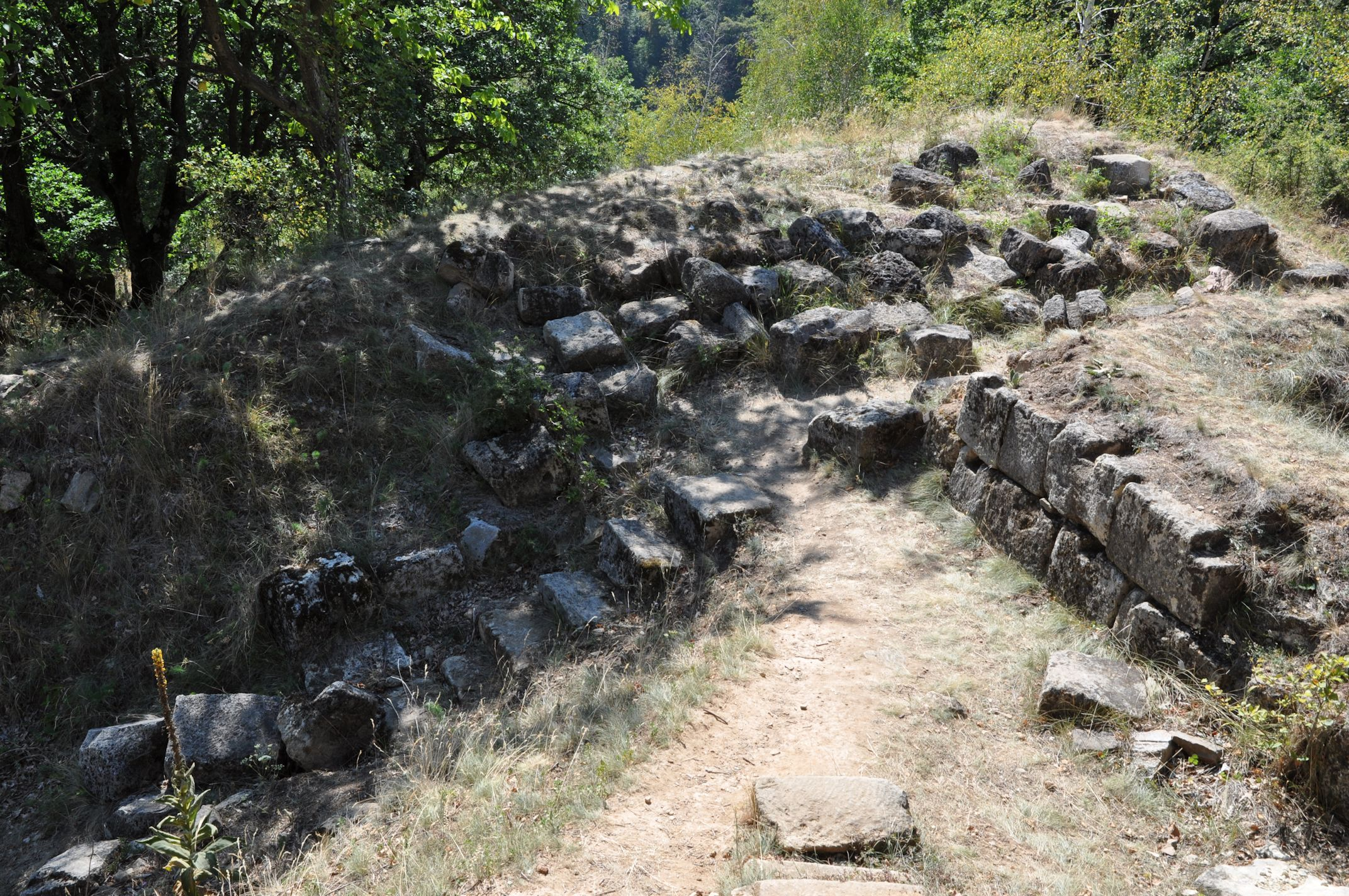
South-west side of the fortress
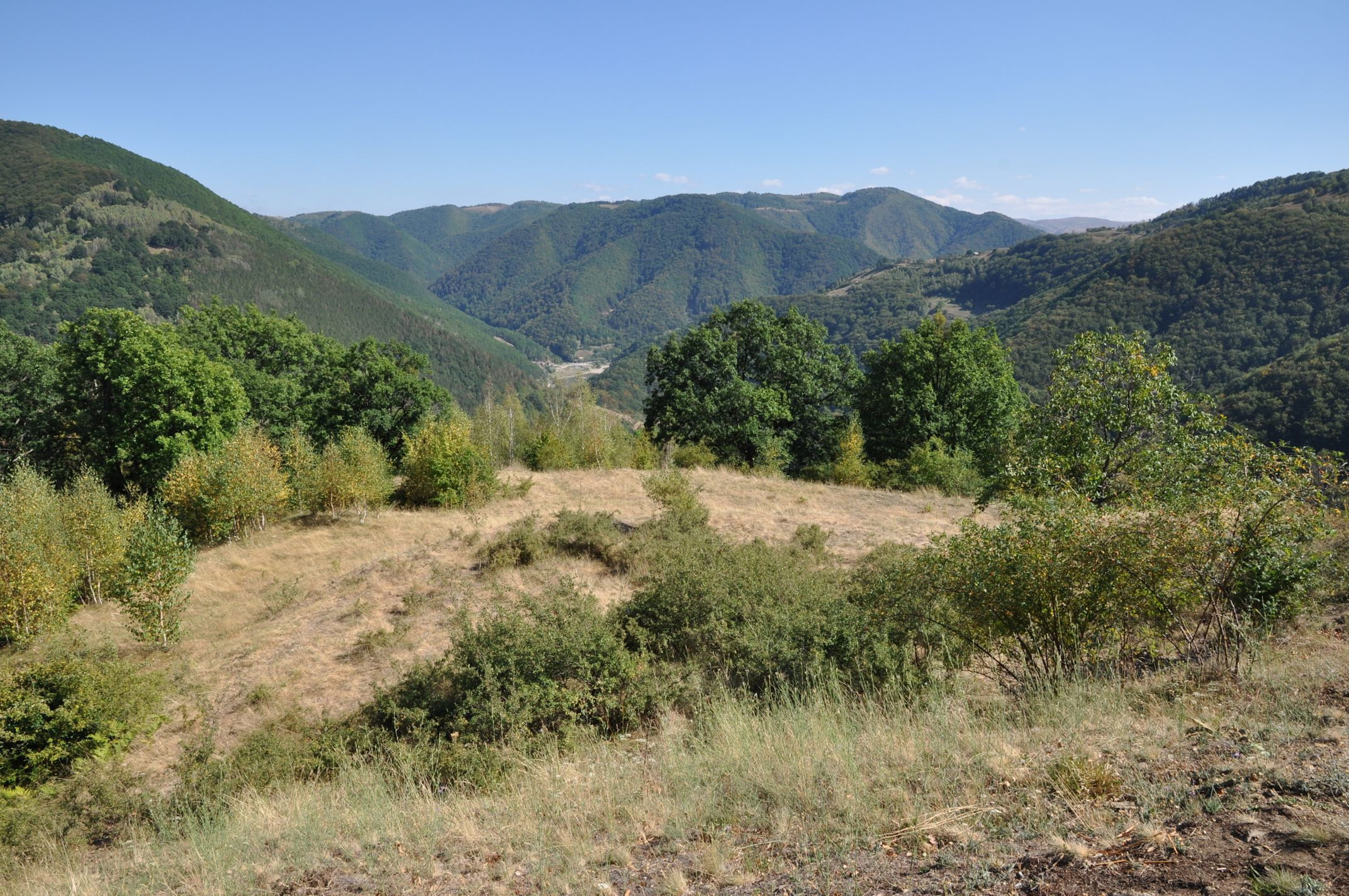
Landscape to the south-east
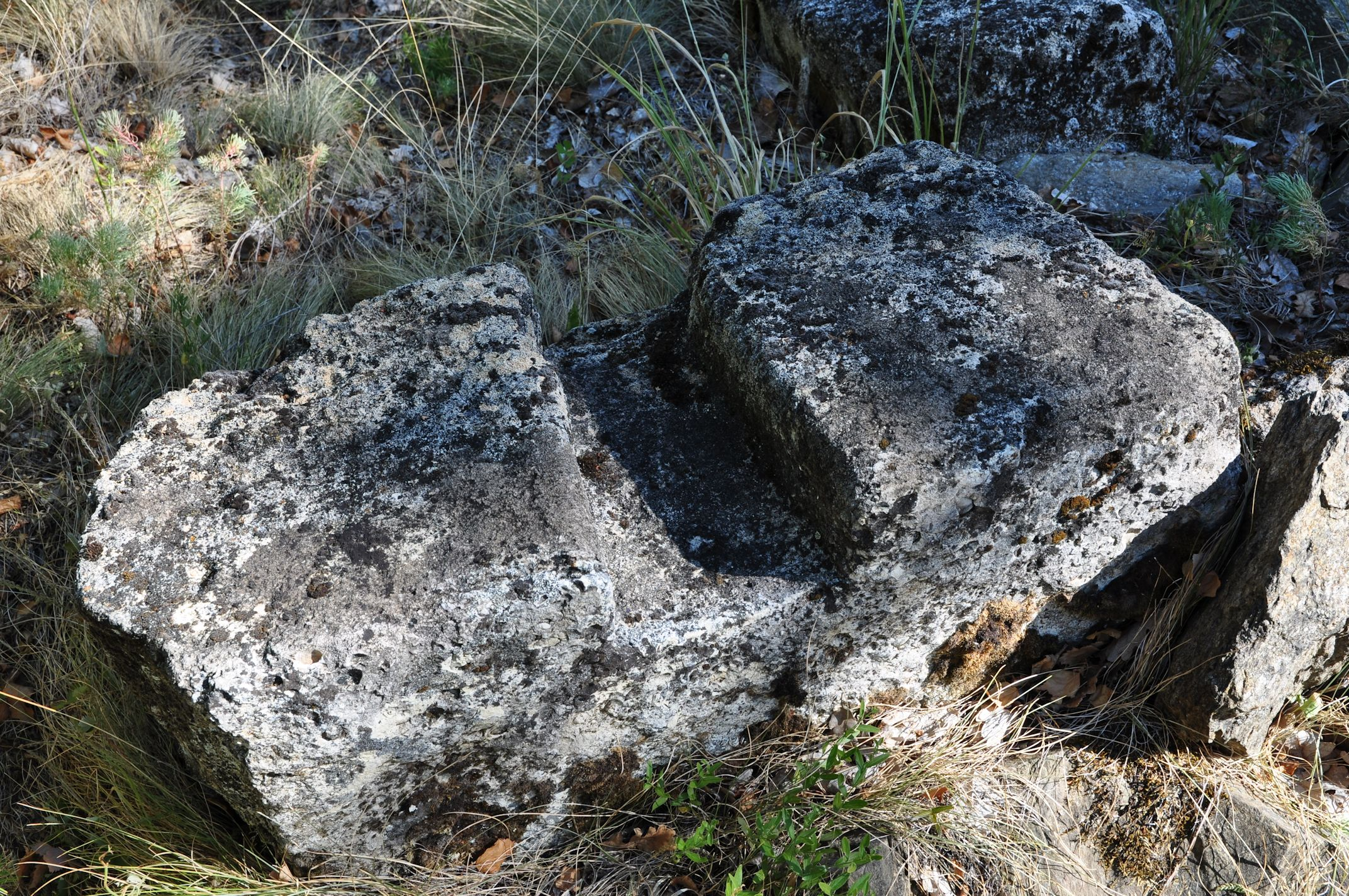
Murus Dacicus stone block
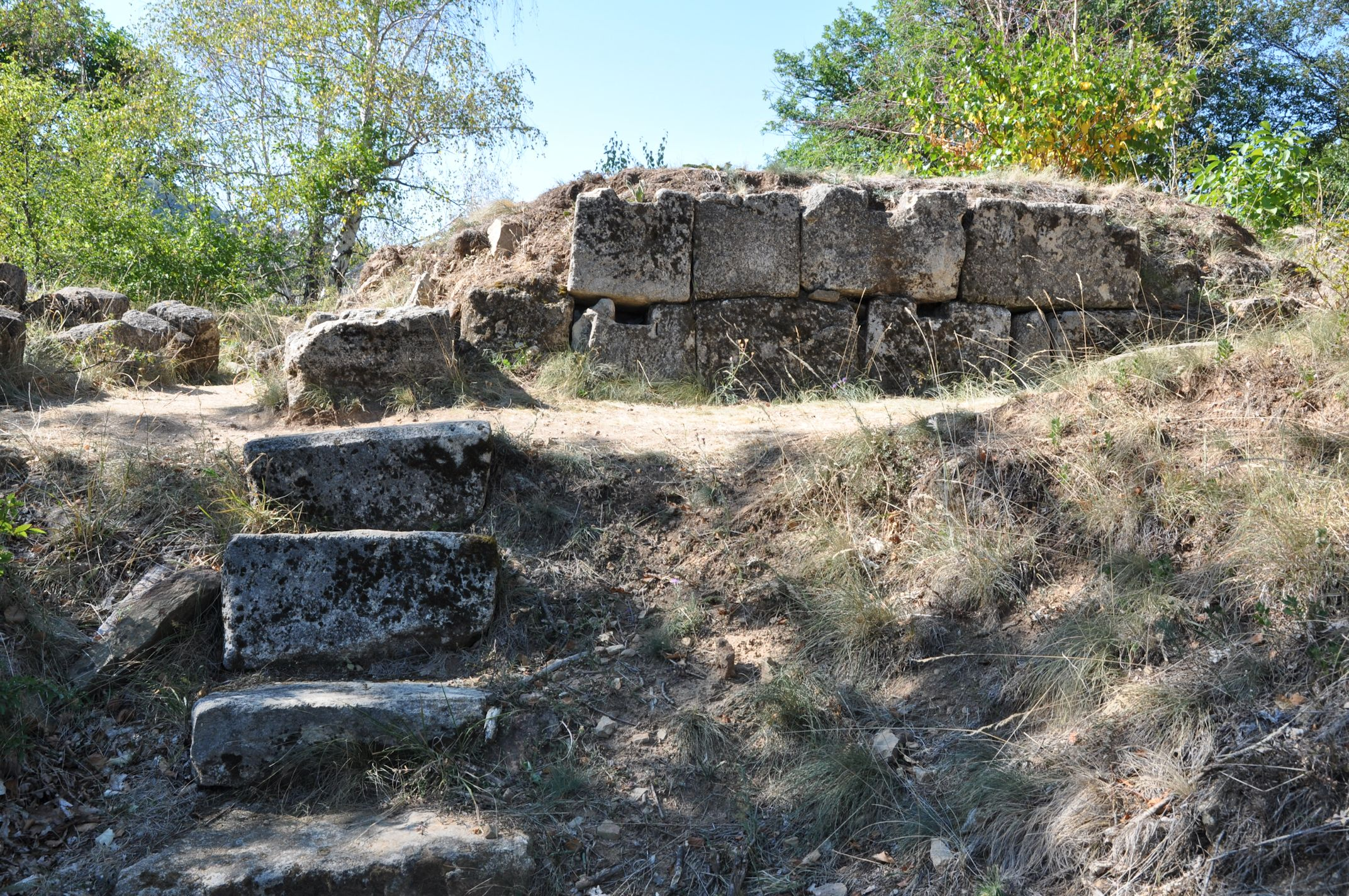
Near the main gate

1. 1 2  Ioan Glodariu, Vasile Moga (1989). Cetatea dacică de la Căpîlna. Editura Științifică și Enciclopedică. p. 14-15.
2. 1 2  „Istoricul cercetărilor | Cetatile Dacice”. www.cetati-dacice.ro. Accesat în 22 mai 2023.